# Astma-Allergi Danmark
Astma-Allergi Danmark er en dansk sundhedspolitisk organisation. Foreningen er uafhængig og arbejder for at forebygge astma og allergi. Foreningen arbejder endvidere for at bedre vilkårene for astma og allergipatienter samt at hjælpe mennesker, der er berørt af astma og/eller allergi.
Foreningen blev grundlagt den 3. marts 1971 under navnet Astma-Allergi Forbundet. Astma-Allergi Danmarks øverste myndighed er foreningens årlige landsmøde.
Foreningens arbejde foregår bl.a. ved at:
- formidle faglig viden
- indsamle viden om, hvordan hverdagen ser ud for alle med astma og allergi
- følge med i forskningen
- sætte politisk fokus på området

Astma-Allergi Danmark arbejder også for at informere om astma og allergi, ligesom foreningen driver rådgivning og støtter forskning på området.
Foreningen driver allergimærket Den Blå Krans, som har til formål, at gøre det lettere at vælge allergivenlige produkter.